# بيت زود (عمران)
بيت زود هي إحدى قرى الجمهورية اليمنية. تتبع جغرافيا لمحافظة عمران وإداريًا لمديرية خارف. يبلغ تعداد سكانها 2417 نسمة حسب الإحصاء الذي أجري عام 2004.